# عثمان جالو
عثمان جالو (بالإنجليزية: Ousman Jallow)‏ (مواليد 21 أكتوبر 1988 في غامبيا) لاعب كرة قدم غامبي دولي يجيد اللعب في خط الهجوم . يلعب لصالح نادي بروندبي الدنماركي .

## روابط خارجية
- عثمان جالو على موقع الاتحاد الدولي (مؤرشف)  (الإنجليزية)
- عثمان جالو على موقع اتحاد تركيا (لاعب) (الإنجليزية)
- عثمان جالو على موقع قاعدة بيانات كرة القدم.إي يو (الإنجليزية)
- عثمان جالو على موقع ناشيونال فوتبول تيمز (الإنجليزية)
- عثمان جالو على موقع Soccerway.com (الإنجليزية)
- عثمان جالو على موقع عالم كرة القدم.نت (الإنجليزية)
- عثمان جالو على موقع كووورة